# CERN

Logo zum 50. Jubiläum von CERN

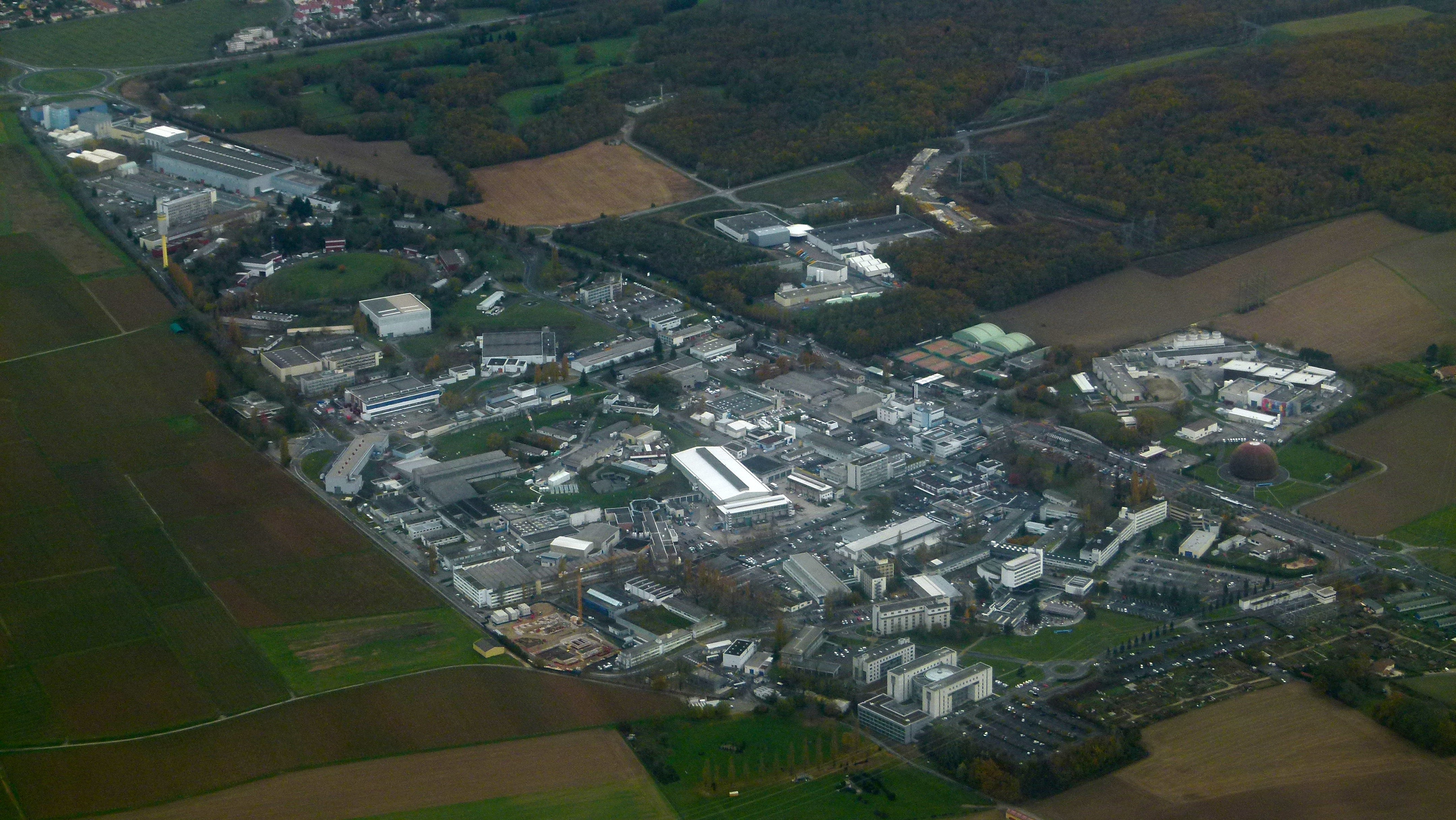
Das Hauptgelände des CERN aus der Luft

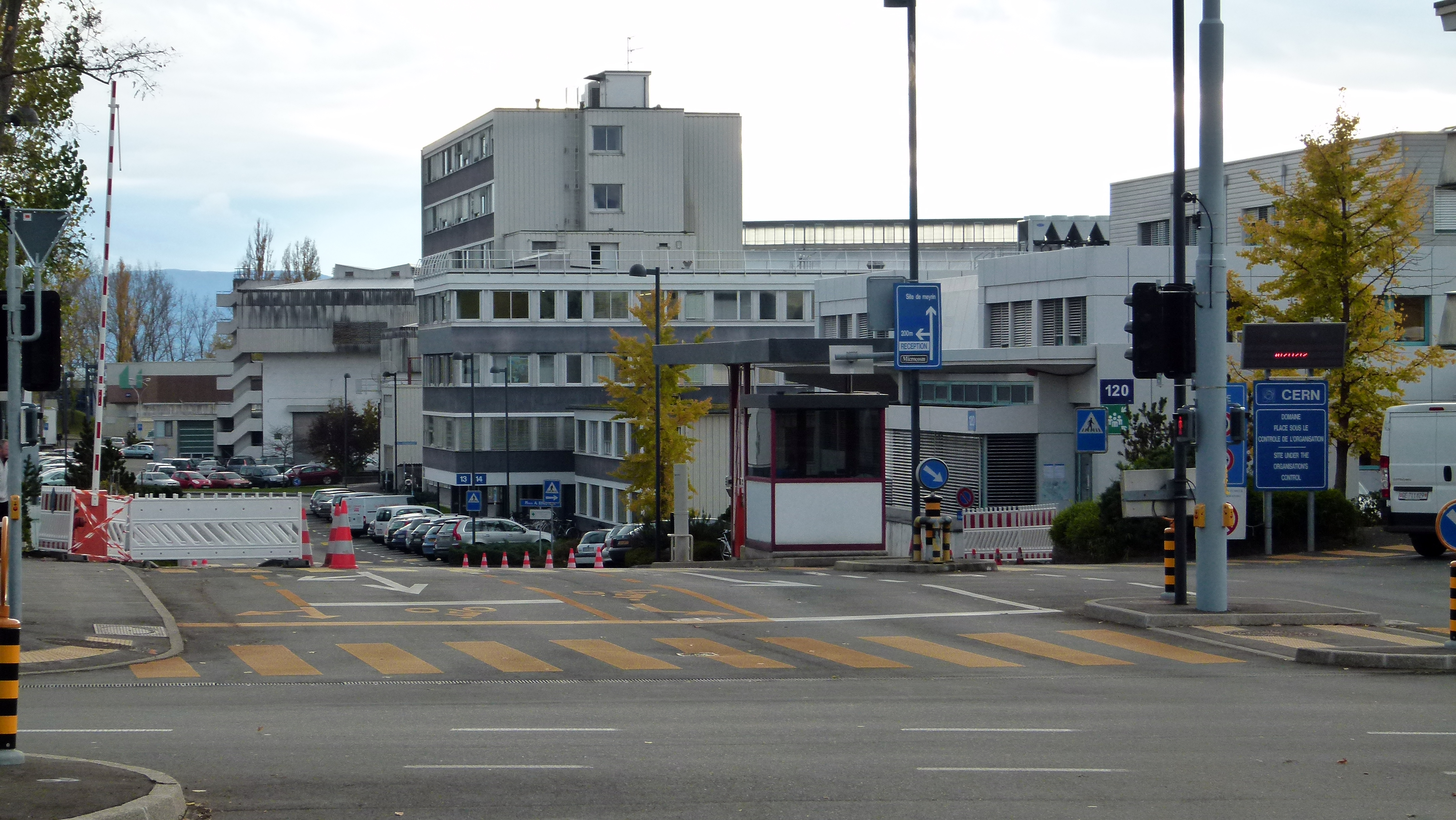
Haupteingang des CERN in Meyrin

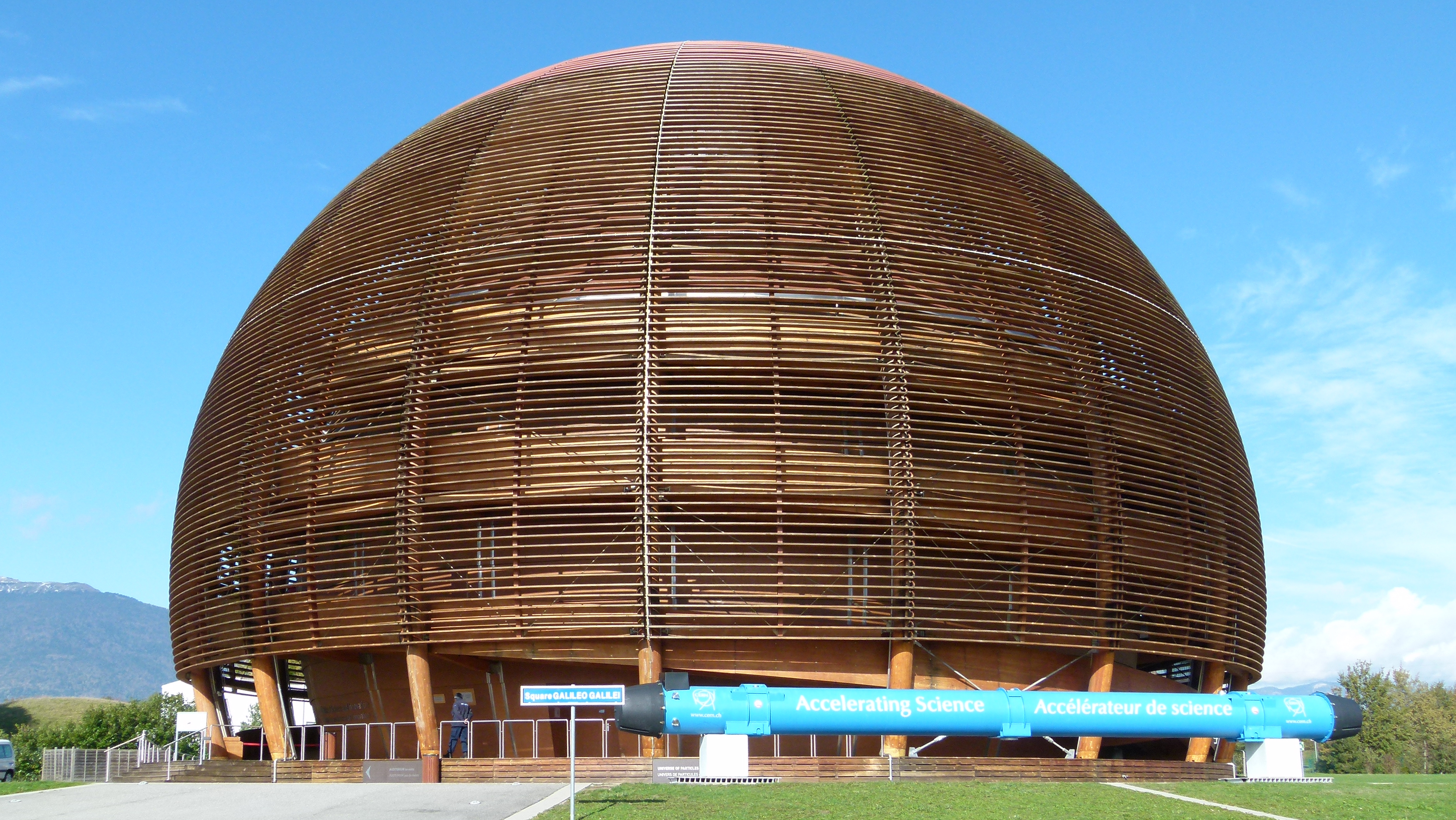
Globus der Wissenschaft und Innovation – Zentrum für Veranstaltungen und Ausstellungen

Das CERN, die Europäische Organisation für Kernforschung, ist eine Großforschungseinrichtung in der Nähe von Genf, die teilweise in Frankreich und teilweise in der Schweiz liegt. Am CERN wird physikalische Grundlagenforschung betrieben, insbesondere wird mit Hilfe großer Teilchenbeschleuniger der Aufbau der Materie erforscht. Der derzeit (2024) bedeutendste ist der besonders große Large Hadron Collider (LHC), der 2008 in Betrieb genommen wurde.
Das Akronym CERN leitet sich vom französischen Namen des Rates ab, der mit der Gründung der Organisation beauftragt war, dem Conseil européen pour la recherche nucléaire. Die offiziellen Namen des CERN sind European Organization for Nuclear Research im Englischen beziehungsweise Organisation européenne pour la recherche nucléaire im Französischen.
Derzeit hat das CERN 24 Mitgliedstaaten. Mit etwa 3.400 Mitarbeitern (Stand: 31. Dezember 2017) ist das CERN das weltweit größte Forschungszentrum auf dem Gebiet der Teilchenphysik. Über 14.000 Gastwissenschaftler aus 85 Nationen arbeiten an CERN-Experimenten. Das Jahresbudget des CERN belief sich 2023 auf ungefähr 1,23 Milliarden Schweizer Franken (ca. 1,27 Milliarden Euro).
Das CERN ist außerdem der Geburtsort des World Wide Web.

## Geschichte

### Gründung
Nach zwei UNESCO-Konferenzen in Florenz und Paris unterzeichneten elf europäische Regierungen die Vereinbarung zu einem provisorischen CERN. Im Mai 1952 traf sich der provisorische Rat zum ersten Mal in Paris. Am 29. Juni 1953, auf der 6. Konferenz des provisorischen CERN in Paris, unterzeichneten Vertreter der zwölf europäischen Staaten die Gründungsurkunde. Im Oktober 1953 wurde auf einer Konferenz in Amsterdam der Sitz des CERN und dessen Laboratoriums in der Nähe von Genf bestimmt. Am 24. Februar 1954 erfolgte die 1. Konferenz des CERN-Rates nach der Gründung in Genf. Am 29. September 1954 ratifizierten sieben der zwölf Mitgliedstaaten den Staatsvertrag zur Gründung. Am 10. Juni 1955 erfolgte die Grundsteinlegung des CERN-Laboratoriums durch Felix Bloch, den ersten regulären Generaldirektor des CERN. Im gleichen Zeitraum fand die 1. Genfer Atomkonferenz statt, eine große Konferenz mit internationaler Beteiligung und wissenschaftlichen Beiträgen zur Kernphysik und Kerntechnik.

### Erste Beschleuniger
Ursprünglich war das CERN vor allem für die Forschung im Bereich der Kernenergie vorgesehen, schon bald entstanden aber die ersten Teilchenbeschleuniger. 1957 wurde das Synchro-Zyklotron (SC), das Protonen auf bis zu 600 MeV beschleunigte, in Betrieb genommen, das erst nach über 33 Jahren Betrieb 1990 abgeschaltet werden sollte. Am 24. November 1959 folgte das Protonen-Synchrotron (PS) mit einer (damals weltweit höchsten) Protonenenergie von 28 GeV, es arbeitet heute noch als Vorbeschleuniger. 1965 erfolgte eine Vereinbarung mit Frankreich, die geplanten Protonen-Speicherringe, Intersecting Storage Rings (ISR) genannt, auch auf französischen Boden auszubauen. 1968 erfand Georges Charpak einen Teilchendetektor, der in einer gasgefüllten Kammer eine große Anzahl parallel angeordneter Drähte zur besseren Orts- und Energieauflösung enthielt. Er revolutionierte mit dieser Drahtkammer den Teilchennachweis und erhielt 1992 den Nobelpreis für Physik. 1970 belief sich das Budget des CERN auf 370 Millionen Schweizer Franken. Die Kosten wurden 1970 zu 23 Prozent durch die Bundesrepublik Deutschland, zu 22 Prozent durch das Vereinigte Königreich und zu 20 Prozent von Frankreich getragen.
1970/71 gingen die großen Blasenkammern Gargamelle und BEBC zur Untersuchung von Neutrino-Reaktionen in Betrieb. 1971 wurde auch der ISR fertiggestellt. 1973 gelang mit Gargamelle die Entdeckung der neutralen Ströme der Z0-Teilchen durch André Lagarrigue. 1976 folgte als neuer Beschleuniger das Super-Protonen-Synchrotron (SPS), das auf einem Bahnumfang von 7 km Protonen mit 400 GeV liefert. 1981 wurde es zum Proton-Antiproton-Collider ausgebaut; dabei wurde die Technik der stochastischen Kühlung von Simon van der Meer genutzt. Im Mai 1983 wurden am CERN die W- und Z-Bosonen entdeckt, Carlo Rubbia und Simon van der Meer erhielten dafür 1984 den Nobelpreis.
Die im Laufe der über 60-jährigen Geschichte verwendeten und inzwischen abgebauten oder außer Betrieb gesetzten Beschleuniger sind:
- Large Electron-Positron Collider (LEP, der Vorgänger des LHC, außer Betrieb)
- Synchro-Cyclotron (Synchro-Zyklotron, außer Betrieb)
- Intersecting Storage Rings (Speicherringe, ISR, außer Betrieb)
- Low Energy Antiproton Ring (LEAR, zu LEIR umgebaut)

### Large Electron-Positron Collider
Im August 1989 ging der Large Electron-Positron Collider (LEP) in Betrieb, einer der größten jemals gebauten Beschleuniger. In einem Tunnel von 27 km Länge kollidierten hier an ausgewählten Orten Elektronen und ihre Antiteilchen, die Positronen, mit Energien von 100 GeV. 1996 wurden am LEAR-Speicherring (Low Energy Antiproton Ring) erstmals Antiwasserstoffatome produziert, es gab dabei erste Hinweise auf geringfügige Unterschiede zwischen Materie und Antimaterie (CP-Verletzung), was 2001 durch ein weiteres Experiment bestätigt wurde.
Die vier Detektoren am LEP wurden für den Test des Standardmodells entwickelt. Sie wurden nach erfolgreichem Betrieb abgebaut, um Platz für die LHC-Detektoren zu schaffen. Es handelte sich um die folgenden LEP-Detektoren:
- ALEPH (Apparatus for LEp PHysics) dient zum Nachweis von Teilchen, die bei der Kollision von Elektronen und Positronen entstehen
- DELPHI (DEtector with Lepton PHoton and Hadron Identification): Teilchenidentifikation sowie dreidimensionale Teilchenspuren
- OPAL (Omni Purpose Apparatus for Lep) ist ein großer, zwiebelförmig aufgebauter Vielzweckdetektor zur Messung von Reaktionsprodukten
- L3-Detektor: Der größte LEP-Detektor enthält mehr als 10.000 Kristalle aus Bismutgermanat zum Nachweis von Elektronen und Photonen. L3 erhielt diesen Namen, weil es sich um den dritten eingereichten Vorschlag für einen LEP-Detektor handelte.

Im Jahre 1999 begannen die Bauarbeiten für den LHC in dem Tunnel des Large Electron-Positron Colliders. Im Jahre 2000 wurde der LEP endgültig abgeschaltet.

## Experimente und Anlagen

### Grundlagenforschung
Am CERN werden der Aufbau der Materie und die fundamentalen Wechselwirkungen zwischen den Elementarteilchen erforscht, also die grundlegende Frage, woraus das Universum besteht und wie es funktioniert. Mit großen Teilchenbeschleunigern werden Teilchen auf nahezu Lichtgeschwindigkeit beschleunigt und zur Kollision gebracht. Mit einer Vielzahl unterschiedlicher Teilchendetektoren werden sodann die Flugbahnen der bei den Kollisionen entstandenen Teilchen rekonstruiert, woraus sich wiederum Rückschlüsse auf die Eigenschaften der kollidierten sowie der neu entstandenen Teilchen ziehen lassen. Dies ist mit einem enormen technischen Aufwand für die Herstellung und den Betrieb der Anlagen sowie mit extremen Anforderungen an die Rechnerleistung zwecks Datenauswertung verbunden. Auch aus diesem Grund wird CERN international betrieben und finanziert.

### Beschleuniger

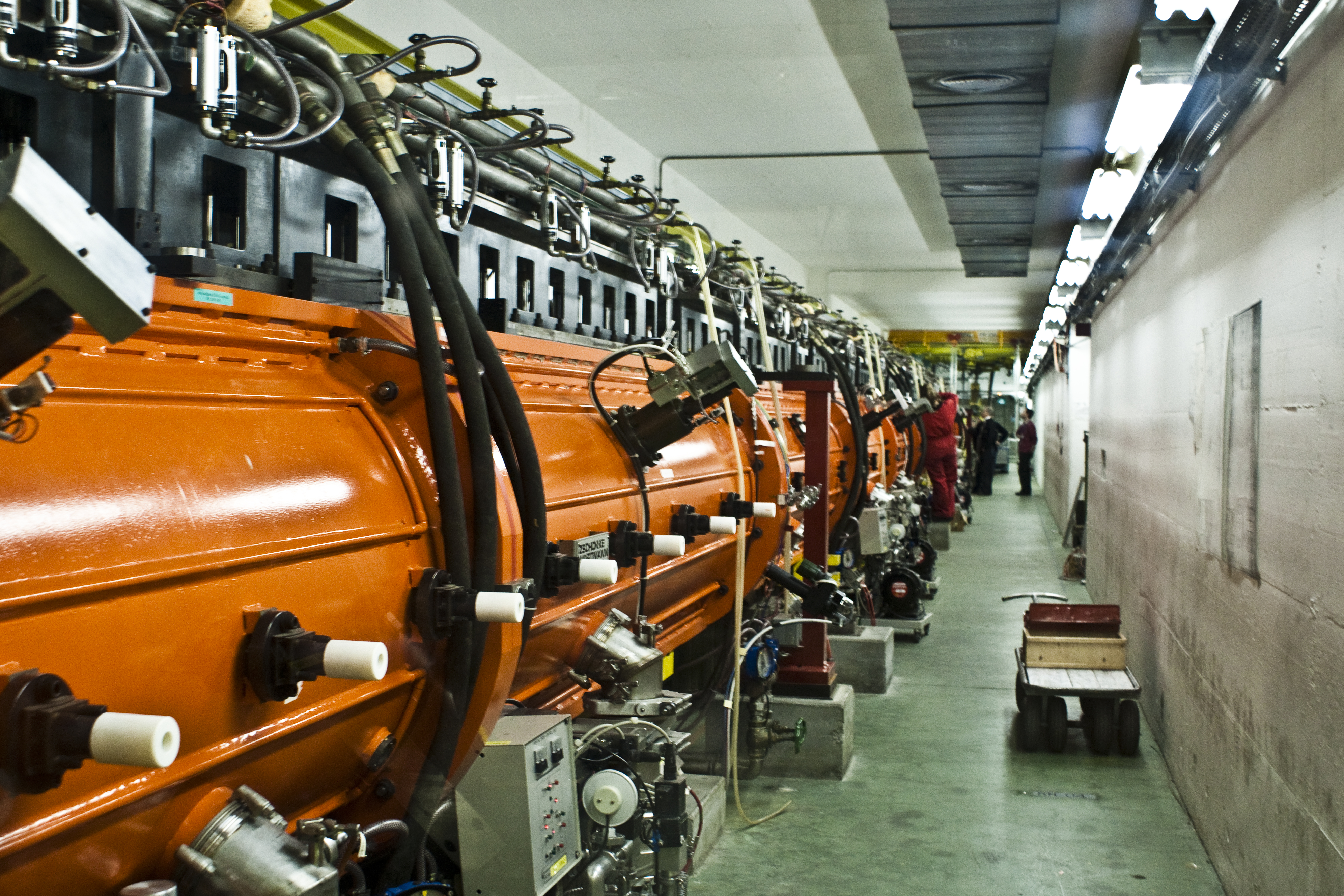
Linearbeschleuniger im CERN

Am Anfang der Experimente stehen Beschleuniger, welche den Teilchen die für die Untersuchungen notwendige kinetische Energie verleihen. Hervorzuheben sind das Super Proton Synchrotron (SPS) für die Vorbeschleunigung und der Large Hadron Collider (LHC), der Große Hadronen-Speicherring, der bei weitem größte und aufwendigste Beschleuniger, der am Anfang vieler Experimente steht. Weitere Anlagen sind die CERN Hadron Linacs:
- Protonen-Linearbeschleuniger (Linac2; 50 MeV)
- Schwerionen-Linearbeschleuniger (Linac3)
- Protonen-Linearbeschleuniger (Linac4; 160 MeV)

und darüber hinaus:
- Proton Synchrotron Booster (PSB)
- Proton Synchrotron (PS)
- Low Energy Ion Ring (LEIR)
- Antiproton Decelerator (AD)
- Isotope Separator On Line DEvice (ISOLDE)

#### Large Hadron Collider

Aufbau der gegenwärtigen Anlage

Der Large Hadron Collider (LHC) ist der größte Teilchenbeschleuniger der Welt. Der Beschleunigerring hat einen Umfang von 26.659 m und enthält 9.300 Magnete. Zur Durchführung der Experimente muss der Speicherring in zwei Schritten auf die Betriebstemperatur heruntergekühlt werden. Im ersten Schritt werden die Magnete mit Hilfe von flüssigem Stickstoff auf 80 K (−193,2 °C), in einem zweiten Schritt mittels flüssigen Heliums auf 1,9 K (−271,25 °C) heruntergekühlt. Anschließend wird die Anlage kontrolliert hochgefahren. Die Teilchen werden in mehreren Umläufen auf nahezu Lichtgeschwindigkeit beschleunigt und mit extrem hoher kinetischer Energie zur Kollision gebracht.
Am 8. August 2008 wurden die ersten Protonen in den LHC geschossen, am 10. September 2008 folgte der erste Rundumlauf von Protonen. Noch vor dem 21. Oktober 2008 sollte es zu den ersten Protonen-Kollisionen kommen; dieser Termin konnte jedoch auf Grund der erzwungenen Abschaltung nach einem Problem nicht eingehalten werden. Am 23. Oktober 2009 wurden erneut Protonen in den Tunnel injiziert. Am 30. März 2010 gelang es erstmals, Protonen mit einer Rekordenergie von jeweils 3,5 TeV (also insgesamt 7 TeV) aufeinandertreffen zu lassen. Es wurden auch erfolgreich Blei-Ionen zur Kollision gebracht, sowie Kollisionen von Blei-Ionen mit Protonen herbeigeführt.
2012 wurde die Gesamtenergie auf 8 TeV erhöht. Seither operiert der LHC in einer Folge von Runs, in denen Experimente laufen, unterbrochen von planmäßigen Pausen, die für Reparaturen und Verbesserungen genutzt werden. Nach der ersten Langzeit-Abschaltung Long Shutdown LS1 lief der LHC seit dem 5. April 2015 mit einer Gesamtenergie von 13 TeV. Von Ende 2018 an wurde der LHC im Rahmen des zweiten planmäßigen langen Shutdowns (LS2) auf den Betrieb bei der Designenergie von 14 TeV und höherer Kollisionsrate aufgerüstet, seit 22. April 2022 läuft „Run 3“.

##### Detektoren
Die bei den Kollisionen entstehenden Teilchen werden im Rahmen verschiedener Experimente mit Hilfe von Detektoren registriert und anschließend von internationalen Wissenschaftler-Teams mittels spezieller Computerprogramme analysiert. Die Experimente bzw. Detektoren am LHC sind:
- ALICE (A Large Ion Collider Experiment) ist ein Vielzweckdetektor, optimiert für Kollisionen von Schwerionen, zum Beispiel Blei, bei denen extreme Energiedichten eintreten.
- ATLAS (A Toroidal Lhc ApparatuS) mit zwiebelförmigen Aufbau untersucht vor allem hochenergetische Proton-Proton-Kollisionen. Insbesondere soll der Nachweis des Higgs-Teilchens gelingen. Im Juli 2012 gelang mit ATLAS in Verbindung mit CMS der Nachweis (5σ) des seit 1964 vermuteten Higgs-Bosons. Für die Veröffentlichungen zur Vorhersage dieses Teilchens wurde nach der Entdeckung der Physik-Nobelpreis vergeben. Außerdem wurde nach supersymmetrischen Teilchen gesucht.
- CMS (Compact Muon Solenoid) untersucht ebenfalls Proton-Proton-Kollisionen; Besonderheiten sind ein Kalorimeter aus Bleiwolframat-Kristallen für hochenergetische Photonen, zusätzliche Halbleiterspurdetektoren und ein Myon-Nachweissystem. CMS und ATLAS sind so konzipiert, dass sie eine gegenseitige Überprüfung wissenschaftlicher Resultate garantieren.
- LHCb (Large Hadron Collider beauty experiment) vermisst CP-Verletzung bei B- und D-Mesonen, und sucht nach seltenen Zerfällen von Hadronen, die das schwere Bottom-Quark enthalten.
- TOTEM (TOTal Elastic and diffractive cross section Measurement) zur Ermittlung der Größe des Protons mit bislang noch unerreichter Genauigkeit.
- LHCf (Large Hadron Collider forward) untersucht Kollisionsprodukte, die nahezu exakt in Richtung der Teilchenstrahlen fliegen. Die Ergebnisse werden unter anderem zur Simulation kosmischer Strahlung genutzt.
- MoEDAL (Monopole and Exotics Detector at the LHC) sucht nach magnetischen Monopolen sowie möglichen Relikten mikroskopischer Schwarzer Löcher und supersymmetrischer Teilchen.

### Weitere physikalische Experimente
Neben den Experimenten am LHC werden mit den anderen Beschleunigern und Detektoren weitere Experimente durchgeführt zur Erforschung von Hadronstruktur und -produktion, Neutrinooszillation und Dunkler Materie:
- COMPASS-Experiment (Common Muon Proton Apparatus for Structure and Spectroscopy): COMPASS ist ein Experiment aus dem Bereich der Hochenergiephysik am Super Proton Synchrotron (SPS). Ziel des Experiments ist zum einen die Erforschung der Hadronstruktur und zum anderen Hadronspektroskopie mit Myon- und Hadronstrahlen hoher Intensität. Das COMPASS-Spektrometer wurde in den Jahren 1999 bis 2000 aufgebaut und im Rahmen eines technischen Runs 2001 in Betrieb genommen. Die Datennahme begann im Sommer 2001 und wird nach einjähriger Unterbrechung seit 2005 fortgesetzt. 240 Wissenschaftler aus 12 Ländern und 28 Instituten sind bei COMPASS engagiert.
- NA61/SHINE Experiment (SPS Heavy Ion and Neutrino Experiment): NA61/SHINE erforscht die Hadronproduktion bei Kollisionen von verschiedenen Hadron- und Ionstrahlen mit diversen nuklearen Targets bei SPS Energien. Die Ziele des Experiments umfassen die Untersuchung der Eigenschaften des onset of deconfinement, die Suche nach dem kritischen Punkt der stark wechselwirkenden Materie, sowie Referenzmessungen für Experimente mit Neutrinos (T2K) und kosmischer Strahlung (Pierre-Auger-Observatorium).
- CNGS (CERN Neutrinos to Gran Sasso (Italien)): Ziel des Experiments ist es, die Neutrinooszillation zu untersuchen. Dazu wird mit Hilfe des SPS-Beschleunigers ein Neutrino-Strahl erzeugt, der mit dem OPERA im italienischen Labor Gran Sasso National Laboratory (LNGS) detektiert und untersucht werden soll. Die Konstruktion begann im September 2000. Am 18. August 2006 hat OPERA den ersten Neutrino-Strahl detektiert, am 2. Oktober 2007 den ersten Strahl aus dem CERN[16]
- ISOLDE (Isotope Separator On Line DEvice[17]): Ist ein on-line Isotopen-Massenseparator, mit dem eine Vielzahl radioaktiver Ionenstrahlen erzeugt werden kann, die in Experimenten der Atom-, Kern-, Astro- und Festkörperphysik und biomedizinischen Studien Verwendung finden. Mehr als 700 Isotope von 70 verschiedenen Elementen mit Lebensdauern bis in den Millisekunden-Bereich wurden bisher untersucht.
- CAST-Experiment (CERN Axion Solar Telescope): In diesem Experiment wird versucht, mittels eines sehr starken Magnetfelds so genannte solare Axionen nachzuweisen. Dies sind hypothetische, subatomare, mit gewöhnlicher Materie nur sehr schwach wechselwirkende Teilchen, die als Hauptkandidaten für die Existenz Dunkler Materie gelten (siehe auch: Primakoff-Effekt).

Daneben werden eine Vielzahl kleinerer Experimente durchgeführt, so unter anderem:
- CLOUD-Experiment (Cosmics Leaving Outdoor Droplets): Ist ein seit 2006 laufendes internationales Projekt am Proton Synchrotron (PS) zur Untersuchung des Einflusses von kosmischer Strahlung auf die Bildung von Kondensationskeimen (Aerosolen) in der Atmosphäre und damit auf die Wolkenbildung.

### Computertechnik

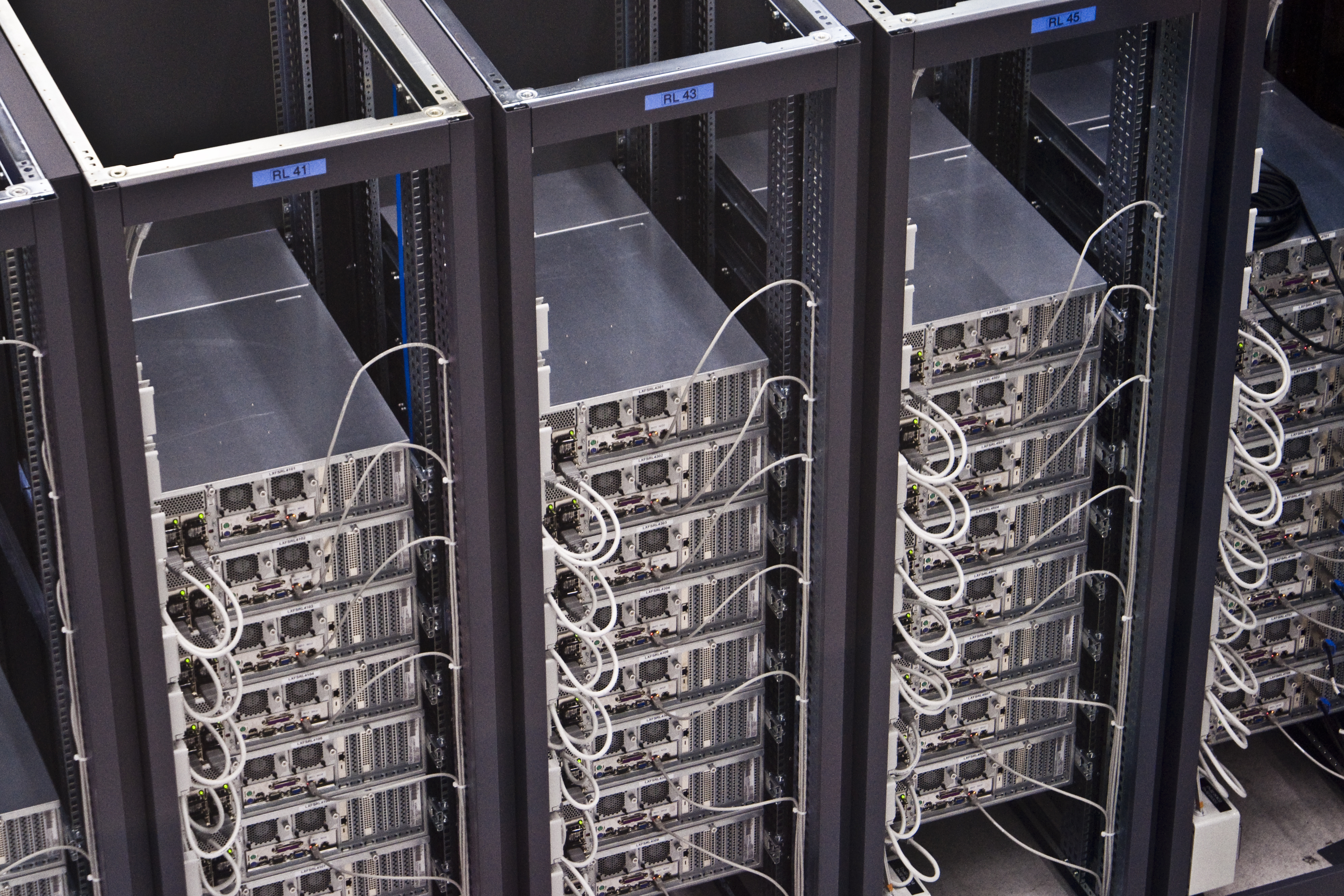
Server im Rechenzentrum

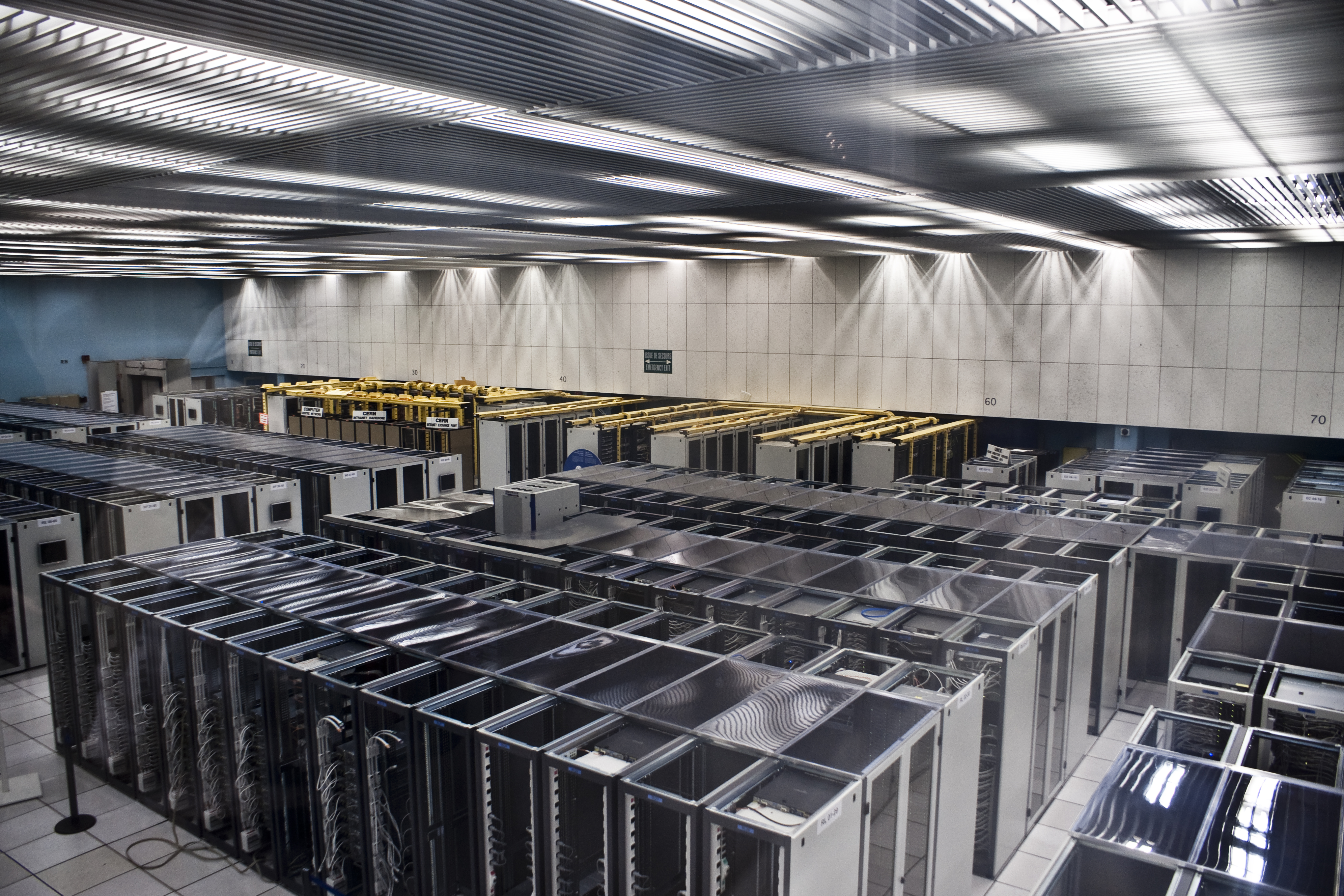
Rechenzentrum im CERN

Um die ungeheuren Datenmengen, die seit November 2009 an den vier großen Experimenten ALICE, ATLAS, CMS und LHCb des LHC anfallen, verarbeiten zu können, wurde das LHC Computing Grid, ein System für verteiltes Rechnen, entwickelt.
Auch das World Wide Web hat seine Ursprünge am CERN. Um Forschungsergebnisse auf einfache Art und Weise unter den Wissenschaftlern austauschen zu können, wurde das Konzept bereits 1989 quasi als Nebenprodukt der eigentlichen Forschungsarbeit von Tim Berners-Lee entwickelt.

### Sonstige Innovationen
Das CERN betreibt das Open Hardware Repository zur Sammlung und Adaption technischer Dokumentation (Open Hardware). 2011 wurde zudem die CERN Open Hardware License (OHL) veröffentlicht.

## Forschungsergebnisse
Viele fundamentale Erkenntnisse über den Aufbau der Materie und die Grundkräfte der Physik wurden am CERN gewonnen. Die Entdeckung der W- und Z-Bosonen gelang 1983 Carlo Rubbia und Simon van der Meer, für die sie 1984 den Nobelpreis erhielten. Auch der erste Hinweis auf die Entstehung eines Quark-Gluon-Plasmas bei extrem hohen Temperaturen wurde 1999 am Relativistic Heavy Ion Collider (RHIC) gefunden. Folgeexperimente laufen am LHC mit dem ALICE-Detektor. Im Jahre 2002 gelang die Produktion und Speicherung von mehreren tausend „kalten“ Antiwasserstoff-Atomen durch die ATHENA-Kollaboration, ebenso begann die Datenaufnahme im COMPASS-Experiment.
Ein weiteres Forschungsfeld ist die Erforschung des Higgs-Bosons, eines wichtigen Teils des Standardmodells. Nach jahrzehntelanger Suche wurde 2012 ein Teilchen gefunden, das in allen gemessenen Eigenschaften mit dem gesuchten Higgs-Boson übereinstimmt. Die Erhöhung der Energie am Large Hadron Collider von 7 auf 13 TeV ermöglicht es, dessen Eigenschaften genauer zu vermessen. Dies ist auch für die Suche nach schweren Teilchen notwendig sowie für die genauere Untersuchung des Quark-Gluon-Plasmas.

## Standort und rechtlicher Status

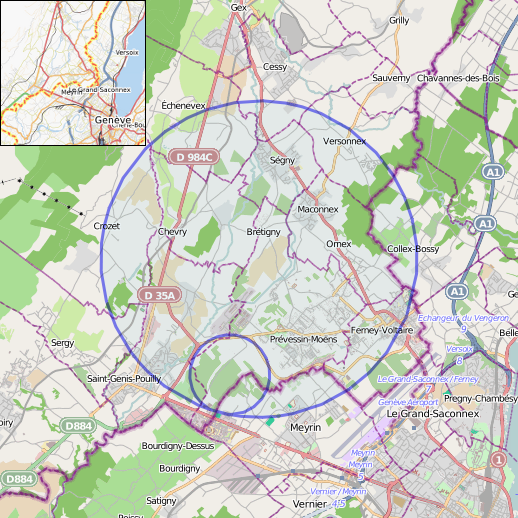
Übersicht des Geländes

Das CERN hat zwei Hauptgelände, die sich nahe Genf befinden. Eines davon, die Site de Meyrin, liegt auf der Grenze zwischen Frankreich und der Schweiz und verteilt sich auf die Gemeinde Meyrin in der Schweiz sowie die Gemeinden Prévessin-Moëns und Saint-Genis-Pouilly in Frankreich. Die Site de Prévessin befindet sich etwa drei Kilometer weiter nördlich und liegt ausschließlich auf französischem Staatsgebiet. Sie verteilt sich etwa zu gleichen Teilen auf Prévessin-Moëns und Saint-Genis-Pouilly.
Das CERN hat damit, wie auch das Europäische Laboratorium für Molekularbiologie, als internationales Forschungszentrum eine besondere Stellung. Das oberste Entscheidungsgremium der Organisation ist der Rat des CERN, in welchen alle Mitgliedsstaaten jeweils zwei Delegierte entsenden: einen Repräsentanten der Regierung und einen Wissenschaftler. Die offiziellen Arbeitssprachen des CERN sind Englisch und Französisch.
Seit Dezember 2012 verfügt das CERN über einen Beobachterstatus bei der Generalversammlung der Vereinten Nationen. Dieser besondere Status verleiht dem CERN das Recht, bei Konferenzen der Generalversammlung zu sprechen, bei formellen Abstimmungen zu votieren und UN-Resolutionen zu unterstützen und unterzeichnen, nicht jedoch über sie mit abzustimmen.
Der Status wurde verliehen, nachdem die Schweiz und Frankreich unter Befürwortung aller weiteren 18 Mitgliedsstaaten sowie diverser weiterer Nicht-Mitgliedsstaaten einen entsprechenden Antrag gestellt hatten.
Begründet wurde die Entscheidung mit der wichtigen Rolle des CERN in Wissenschaft und Entwicklung und dem Aspekt der außerordentlichen internationalen Zusammenarbeit.

## Organisation

### Rechtliche Grundlagen
Der rechtliche Status des CERN beruht auf einem Abkommen zwischen der Schweiz und der Europäischen Organisation für kernphysikalische Forschung vom 11. Juni 1955. Im Abkommen werden die internationale Rechtspersönlichkeit und die Rechtsfähigkeit der Organisation festgelegt. Demnach genießt das CERN die bei internationalen Organisationen üblichen Immunitäten und Vorrechte, soweit sie zur Erfüllung ihrer Aufgaben notwendig sind. Auch die natürlichen Personen, die das CERN nach außen hin vertreten, genießen in der Schweiz Immunität. Das CERN unterliegt weder der Schweizer Gerichtsbarkeit noch dem Schweizer Steuerregime.

### Mitgliedstaaten

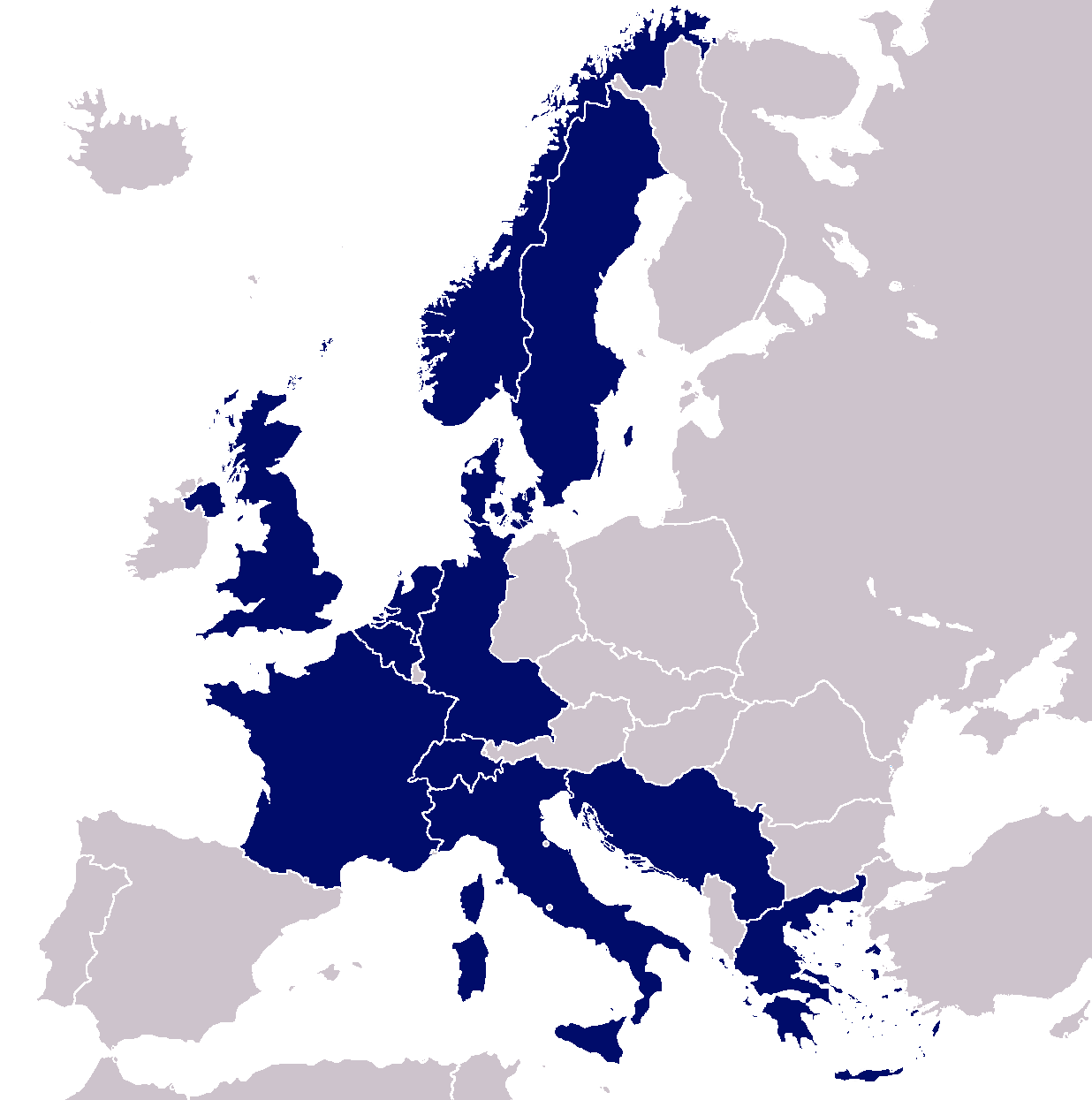
Die zwölf Gründungsmitglieder 1954

Zahlende Mitglieder des CERN
Gründerstaaten ohne Ex-Jugoslawien
späterer Beitritt

Die Gründungsmitglieder 1954 waren die Schweiz, Belgien, Dänemark, Bundesrepublik Deutschland, Frankreich, Griechenland, Vereinigtes Königreich, Italien, Jugoslawien (bis 1961), Niederlande, Norwegen und Schweden.
Es folgten weitere Staaten: Österreich (1959), Spanien (1961–1968 und ab 1983), Portugal (1986), Finnland (1991), Polen (1991), Ungarn (1992), Tschechien (1993), Slowakei (1993), Bulgarien (1999), Israel (2013), Rumänien (2016), Serbien (2018), Estland (2024) und Slowenien (2025).

### Finanzierung (Budget 2025)
| Mitgliedstaat          | Anteil (%) | Mio. CHF |
| ---------------------- | ---------- | -------- |
| Deutschland            | 20,81      | 254,7    |
| Vereinigtes Königreich | 15,15      | 185,4    |
| Frankreich             | 12.82      | 156.9    |
| Italien                | 9,76       | 119,5    |
| Spanien                | 6,85       | 83,9     |
| Niederlande            | 4,88       | 59,8     |
| Schweiz                | 3,85       | 47,1     |
| Polen                  | 3,20       | 39,2     |
| Belgien                | 2,81       | 34,4     |
| Schweden               | 2,70       | 33,1     |
| Norwegen               | 2,51       | 30,7     |
| Israel                 | 2,36       | 28,9     |
| Österreich             | 2,22       | 27,2     |
| Dänemark               | 1,93       | 23,7     |
| Rumänien               | 1,37       | 16,7     |
| Finnland               | 1,33       | 16,3     |
| Tschechien             | 1,21       | 14,8     |
| Portugal               | 1,10       | 13,4     |
| Griechenland           | 1,00       | 12,2     |
| Ungarn                 | 0,73       | 9,0      |
| Slowakei               | 0,54       | 6,6      |
| Bulgarien              | 0,40       | 4,9      |
| Serbien                | 0,29       | 3,6      |
| Slowenien              |            | 2,7      |
| Estland                | 0,17       | 2,0      |
| gesamt                 | 100        | 1224,0   |

Die Anteile der Finanzierung haben dabei keinen beziehungsweise nur geringen Einfluss auf die Vertretung der einzelnen Nationalitäten. Dies spiegelt sich sowohl bei den offiziellen Arbeitssprachen Englisch und Französisch, als auch bei der Herkunft der beschäftigten Mitarbeiter (staff member) und Gastwissenschaftler (user) wider. Deutschland ist hier mit 1194 Gastwissenschaftlern (Stand: 2015) im Vergleich zu seinem Finanzierungsanteil deutlich unterrepräsentiert. Auch auf die Anzahl der in den Rat des CERN entsandten Vertreter haben die Anteile an der Finanzierung keinen Einfluss.

### Assoziierte Mitglieder, Beobachterstatus und Kooperationen
Die Republik Zypern ist assoziiertes Mitglied im Vorstadium einer Vollmitgliedschaft. Pakistan, Indien, die Ukraine, die Türkei, Litauen, Lettland und Kroatien sind assoziierte Mitglieder. Am 13. März 2024 trat auch Brasilien als assoziiertes Mitglied bei, nach mehr als 30 Jahren Kooperationsvereinbarungen.
Im Februar 2025 wurde Irland grundsätzlich als assoziiertes Mitglied mit dem Ziel der Vollmitgliedschaft ab 2026 aufgenommen. Im März 2025 wurde ebenso Chile der Status als assoziiertes Mitglied zuerkannt.
Beobachterstatus haben gegenwärtig die Staaten Japan und die Vereinigten Staaten sowie die internationalen Organisationen Europäische Union und UNESCO. Der Beobachterstatus Russlands und des russischen Institutes JINR wurde als Reaktion auf den Russischen Überfall auf die Ukraine 2022 bis auf Weiteres suspendiert. Später erklärte der CERN Council seine Absicht, die 2024 auslaufenden Kooperationsvereinbarungen mit Russland und Belarus nicht zu verlängern, was so geschah.
CERN hat zudem Kooperationsvereinbarungen mit mehr als 40 weiteren Staaten abgeschlossen, darunter Australien, Volksrepublik China, Iran, Kanada und Südkorea.

### Generaldirektoren
Aktuell, seit 2016, wird CERN erstmals von einer Frau geleitet.
| Bild | Name                        | Amtsperiode                     | Amt                                                             | Herkunft                        | Lebensdaten                         |
| ---- | --------------------------- | ------------------------------- | --------------------------------------------------------------- | ------------------------------- | ----------------------------------- |
|      | Edoardo Amaldi              | September 1952 – September 1954 | Generaldirektor des provisorischen CERN                         | Italien                         | 1908–1989                           |
|      | Felix Bloch                 | Oktober 1954 – August 1955      | Generaldirektor des CERN                                        | Schweiz / Vereinigte Staaten    | 1905–1983                           |
|      | Cornelis Jan Bakker         | September 1955 – April 1960     |                                                                 | Niederlande                     | 1904–1960 starb bei Flugzeugabsturz |
|      | John Bertram Adams          | Mai 1960 – Juli 1961            | Großbritannien                                                  | 1920–1984                       |                                     |
|      | Victor Frederick Weisskopf  | August 1961 – Dezember 1965     | Generaldirektor                                                 | Österreich / Vereinigte Staaten | 1908–2002                           |
|      | Bernard Paul Gregory        | Januar 1966 – Dezember 1970     |                                                                 | Frankreich                      | 1919–1977                           |
|      | Willibald Karl Jentschke    | Januar 1971 – Dezember 1975     | Generaldirektor für das CERN Laboratorium I in Meyrin (Schweiz) | Österreich                      | 1911–2002                           |
|      | John Bertram Adams          | Januar 1971 – Dezember 1975     | Generaldirektor für das CERN Laboratorium II                    | Großbritannien                  | 1920–1984                           |
|      | John Bertram Adams          | Januar 1976 – Dezember 1980     | geschäftsführender Generaldirektor                              | Großbritannien                  | 1920–1984                           |
|      | Léon Van Hove               | Januar 1976 – Dezember 1980     | Direktor der Theorieabteilung des CERN                          | Belgien                         | 1924–1990                           |
|      | Herwig Schopper             | Januar 1981 – Dezember 1988     | Generaldirektor                                                 | Deutschland                     | * 1924                              |
|      | Carlo Rubbia                | Januar 1989 – Dezember 1993     | Generaldirektor                                                 | Italien                         | * 1934                              |
|      | Christopher Llewellyn Smith | Januar 1994 – Dezember 1998     | Generaldirektor                                                 | Großbritannien                  | * 1942                              |
|      | Luciano Maiani              | Januar 1999 – Dezember 2003     | Generaldirektor                                                 | Italien                         | * 1941                              |
|      | Robert Aymar                | Januar 2004 – Dezember 2008     | Generaldirektor                                                 | Frankreich                      | 1936–2024                           |
|      | Rolf-Dieter Heuer           | Januar 2009 – Dezember 2015     | Generaldirektor                                                 | Deutschland                     | * 1948                              |
|      | Fabiola Gianotti            | seit Januar 2016                | Generaldirektorin                                               | Italien                         | * 1960                              |
|      | Mark Thomson                | ab Januar 2026                  | designierter Generaldirektor                                    | Großbritannien                  | * 1966                              |

## Sport
Wissenschaftler und Mitarbeiter des CERN gründeten 1965 den Rugby-Union-Verein RC CERN. Er wurde bisher zehnmal Schweizer Meister und trägt seine Heimspiele in unmittelbarer Nähe des Forschungszentrums aus.